# Party (album)
Pour les articles homonymes, voir Party.
Albums de Iggy Pop
Soldier
(1980) Zombie Birdhouse
(1982)
Party est le sixième album d'Iggy Pop, sorti en 1981.

## Titres
Toutes les chansons sont d'Iggy Pop et Ivan Král, sauf indication contraire.
1. Pleasure – 3:10
2. Rock and Roll Party – 4:11
3. Eggs on Plate – 3:41
4. Sincerity – 2:38
5. Houston Is Hot Tonight – 3:30
6. Pumpin' for Jill – 4:30
7. Happy Man – 2:19
8. Bang Bang (Pop) – 4:08
9. Sea of Love (George Khoury, Phil Phillips) – 3:49
10. Time Won't Let Me (Tom King, Chet Kelley) – 3:22
Titres bonus de la réédition CD :
11. Speak to Me – 2:39
12. One for My Baby (and One More for the Road) (Harold Arlen, Johnny Mercer) - 4:05

## Musiciens
- Iggy Pop : chant
- Ivan Král : guitare, claviers
- Rob Duprey : guitare
- Michael Page : basse
- Douglas Bowne : batterie